# Cynthia McLeod
Cynthia Henri McLeod (nata Ferrier; Paramaribo, 14 ottobre 1936) è una scrittrice e storica olandese, specializzata in novelle per bambini e storia della schiavitù nel Suriname.

## Biografia
McLeod, nata Cynthia Ferrier, è una figlia di Eugenie Lionarons e Johan Ferrier, il primo presidente del Suriname.  È sorella di Deryck Ferrier e Leo Ferrier e sorellastra di Joan Ferrier e della politica olandese Kathleen Ferrier.
Ha frequentato la scuola secondaria in Suriname e ha continuato i suoi studi nei Paesi Bassi per diventare insegnante di educazione e assistenza all'infanzia.  Ha sposato Donald McLeod, conosciuto nei Paesi Bassi. Nel 1962 ritornarono in Suriname, dove McLeod successivamente studiò MO olandese. Dal 1969 al 1978 è stata insegnante di olandese presso la scuola pre-universitaria di Paramaribo. Suo marito è stato nominato ambasciatore del Suriname in Venezuela nel 1978, quindi incarichi in Belgio e negli Stati Uniti. Ha iniziato a scrivere all'estero e soprattutto durante il suo soggiorno in Belgio ha avuto l'opportunità di fare ricerche d'archivio a L'Aia, Amsterdam, Rotterdam, Emmerich e Colonia.

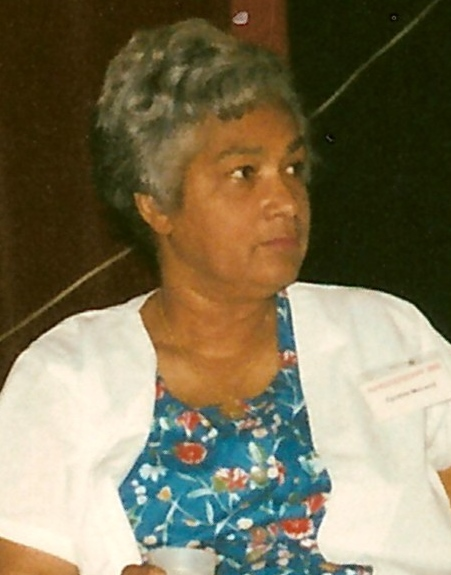
Cynthia McLeod nel 1997

Nel 1986 i McLeod sono tornati in Suriname e nel 1987 il suo debutto con il libro “Quanto costava lo zucchero?” con l'editore Vaco a Paramaribo. La prima edizione andò esaurita in poche settimane e Cynthia McLeod divenne subito la scrittrice più nota del Suriname. Questo romanzo storico sulla cultura dello zucchero nel XVIII secolo è stato successivamente ripubblicato dall'editore olandese Conserve. Il romanzo è stato successivamente trasformato in un film con lo stesso nome e trasmesso come una mini serie da VARA Television. Presto apparvero altri romanzi storici di sua mano, come Herinneringen aan Mariënburg.
McLeod ha anche scritto libri per bambini. I più importanti sono Lafu (1992) e Toen het vakantie was (1999).
Nel 1992 ha conseguito il certificato olandese MO-B presso l'Istituto per la Formazione degli Insegnanti.
McLeod partecipa regolarmente a festival in diversi paesi. È consulente del festival Winternachten a L'Aia. Nell'ottobre 2017 ha preso parte al Caribbean Literature Day Junior ad Amsterdam, organizzato dal Werkgroep Caraïbische Letteren, il più grande festival di autori per bambini caraibici mai organizzato nei Paesi Bassi.

## La vita di Elisabeth Samson
McLeod ha studiato la vita di Elisabeth Samson per oltre undici anni. Samson era una donna di colore libera il cui nome ricorre in modo prominente nelle opere storiche sul Suriname perché voleva sposare un uomo bianco (cosa proibita nella colonia del Suriname durante la prima metà del XVIII secolo). I risultati di questa ricerca sono stati pubblicati per la prima volta come studio dalla Facoltà di Antropologia Culturale dell'Università di Utrecht. In seguito per otto anni McLeod ha studiato la struttura sociale e la vita di quel periodo, che le hanno permesso di posizionare Elisabeth come una ricca persona di colore libera in una società dominata dai pregiudizi e dalla supremazia bianca. Ha poi scritto il romanzo The Free Negress Elisabeth.
McLeod considerava vergognoso lo stato fatiscente della Elisabeth Samson House e istituì la Elisabeth Samson Foundation per riportare l'edificio alle sue condizioni originali.  L'edificio è stato acquistato dalla Elisabeth Samson Foundation il 19 gennaio 2021. Dopo il restauro, l'edificio è trasformato nel Museo Elisabeth Samson.

## Altre attività

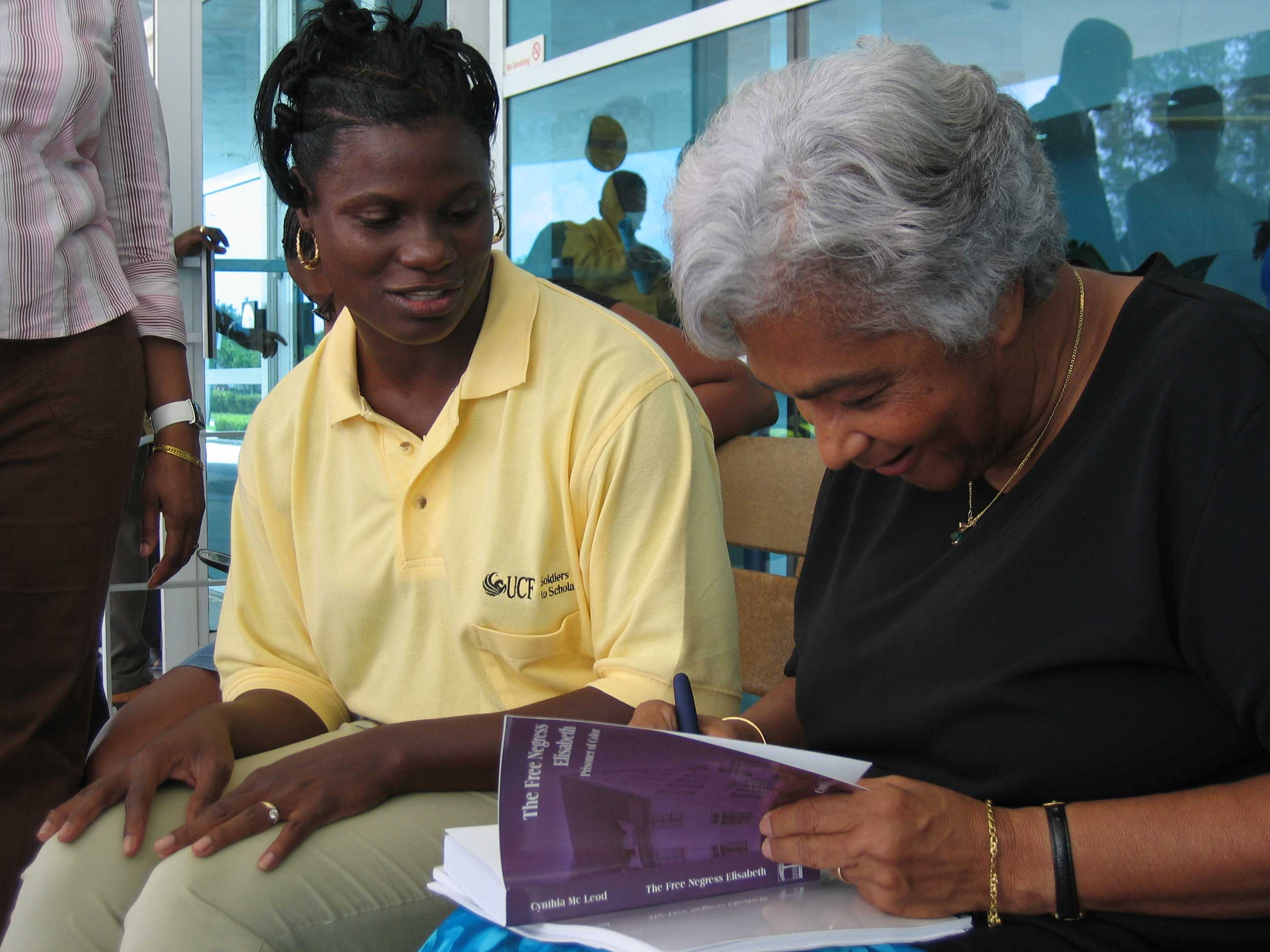
Cynthia McLeod (a destra) firma una copia del suo romanzo a Miami, Florida, USA, nel 2005

Come risultato della sua ricerca, McLeod ha acquisito una vasta conoscenza della storia del Suriname, conoscenza che condivide volentieri con gli altri. Organizza viaggi educativi gratuiti per i giovani delle scuole del Suriname con la sua imbarcazione a motore, la Sweet Merodia. Durante questi tour sui fiumi del Suriname, oltre le ex piantagioni, affascina il suo pubblico con storie sul suo interessante passato. Si impegna inoltre in tour storici della città attraverso il centro storico di Paramaribo, che è patrimonio mondiale dell'UNESCO dal 2002.

## Opere

### Romanzi storici
- Quanto costava lo zucchero? (1987) ISBN 90-5429-056-0
- Addio Merodia (1993) ISBN 99914-0-047-8
- Mon Rochelle Passée Welcome El Dorado (1996) ISBN 90-5429-053-6
- Due volte Marienburg (1997) ISBN 90-5429-087-0
- Ricordi di Marienburg (1998) ISBN 99914-0-055-9
- La negra libera Elisabeth: Prigioniera di colore (2000) ISBN 90-5429-078-1  (tradotto in inglese: The Free Negress Elisabeth, Waterfront Press, 2004 ISBN 99914-712-0-0)
- Schiavitù e memoria / Schiavo e padrone (2002) ISBN 90-5429-159-1
- ... non capisco quella Rivoluzione!... (2005) ISBN 90-5429-201-6
- Tutuba. La ragazza della nave degli schiavi, Leusden, (2013) ISBN 978 90-5429-357-6
- Zenobia - Schiavo a palazzo (2015) ISBN 90-5429-399-3

### Studi
- Elisabeth Samson, una donna nera libera nel Suriname del XVIII secolo (1993/1996) ISBN 90-5429-0544
- Schiavitù e memoria (2002) ISBN 90-5429-159-1
- Incrociato di Frimangron (2003) ISBN 90-6832-537-X
- Paramaríbo. Città delle contraddizioni armoniche, Schoorl: Uitgeverij Conserve (2007) ISBN 9789054292371  (insieme a Hennah Draaibaar)

### Libri e musical per bambini
- Lafu (1992)
- Quando era una vacanza (1999) ISBN 99914-8702-6
- I bambini della strada vicina (1997)
- La grande foresta pluviale (2003)
- Niente mercurio nella nostra foresta (2017)